# Ivan Krajač
Ivan Krajač (Senj, 1877. – Maribor?, 1945.) je bio hrvatski odvjetnik, ekonomsko financijski pisac, pravnik, političar i planinar iz Senja.
Rodom je iz prastaroj hrvatskoj plemićkoj obitelji Krajač, koja se u nekim dokumentima spominje pod imenom Sartor-Sartorius, lat. krojač. Potomak je Ladislava Krajača saborskog zastupnika 1883. godine, senjskog gradonačelnika i počasnog grčkog konzula u Primorju, osnivača Prvoga hrvatskoga parobrodarskog društva u Senju i predsjednika Jadranske plovidbe. Sin je uglednog senjskog trgovca Franje Krajača. Ivanova mati je bila iz hrvatske plemenitaške obitelji Vranyczani-Dobrinović.

## Životopis
Pohađao je u Zagrebu Klasičnu gimnaziju koju je završio 1896. godine.
Radio je u Jastrebarskom i Zagrebu kao odvjetnik. Bio je član HSS-a.
Od 1908. bio je članom Hrvatskog planinarskog društva.
U Kraljevini SHS bio je šestim preddsjednikom Hrvatskog planinarskog saveza. Mandat mu je tekao od 1921. do 1925. godine. Nakon toga postao je ministrom trgovine i industrije u vladinu sastavu iz 1925. godine. Za njegova mandata najviše je pridonio akciji kojom u 1928. Plitvice i Štirovača proglašene prvim nacionalnim parkovima u Hrvatskoj.
Mnogo je pridonio reformiranju i osuvremenjenju hrvatskog planinarstva. Planinarstvu je pridavao kulturnu crtu. Hrvatske planinare usmjeravao je prema Dinarskom gorju i druge južne hrvatske planine, osobito Velebit, a broj članova HPD-a omasovio se s 800 na gotovo 8000 članova.
Zasluga je Ivana Krajača što je njegov veliki prijatelj ing. Ante Premužić na Velebitu uspio trasirati turistički put. Oboje su bili veliki ljubitelji Velebita kojeg su zajedno godinama istraživali. Sam Krajač je pionirom istraživanja velebitskih pećina, pa je tako zaslužnikom hrvatske speleologije. Krajačeva je zasluga što je istražena južnovelebitska jama Vrtlina. S prijateljem Premužićem ispitao je pećinu Varnjaču u Rožanskim kukovima. Pored Premužićeve staze, njihovi zajednički projekti koje su ostvarili su Rossijevo sklonište, tiskanje vodiča za po Velebitu te kuća na Zavižanu.
Na sjevernom Velebitu Krajaču u čast zove se skupina kukova. Krajačev kuk jedan je od najistaknutijih Rožanskih kukova (1690 m). 1927. godine Krajač je dao sagraditi planinarsku kuću na Zavižanu. Na Zavižanu, na južnom obronku vrha Vučjaka nalazi se planinarski dom Zavižan koji je sagrađen na temeljima planinarske kuće koja je nosila Krajačevo ime. Otvorena je 1927. godine. Krajačevim ju je imenom nazvao čelnik Hrvatskog planinarskog društva Josip Pasarić. Uništena je za vrijeme rata. 1953. je sagrađen današnji dom. Kuća je stalno otvorena, jer u njoj boravi planinar-meteorolog.
Krajač je Josipu Pasariću zauzvrat nazvao jedan kuk u Rožanskim kukovima, Pasarićev kuk, a druga dva je nazvao po Anti Premužiću (Premužićev toranj) i Poljaku. 1930. je sam po sebi nazvao jedan kuk.
Pisao je za list Hrvatski planinar u kojem je objavio mnoštvo članaka (Baračeve špilje kod Rakovice; Vrtlina, nova ogromna spilja na Velebitu, Spilje na Plitvičkim Jezerima).
Od 1942. do 1945. pisao je za kulturno-politički tjednik Spremnost iz Zagreba. Pisao je geopolitičke članke. Naslovi članaka bili su: Kulturna sposobnost Hrvata; Balkan, Hrvati i susjedi; Kulturna specifičnost Hrvata; Istra s Goričkom krajinom; Jadran, Sredozemlje i Europa; Kulturni individualizam Hrvata; Boka Kotorska. Suvremena geopolitička razmatranja; Naše kulturno stvaranje i suradnja; Asimilatorska snaga Hrvatske; Bit i opravdavanje hrvatskog planinarstva; Pitanje Sandžaka. Tvrdio je da je granica Balkana na Dunavu, a ne na Kupi.
Zadnjih su dana rata mnogi ljudi bježali iz Zagreba zbog straha od partizanskih pokolja o kojima se već bio pronio glas. Želili su se skloniti negdje na zapadu. Taj je izbjeglički val u Sloveniji bio na vrhuncu 7. i 8. svibnja 1945. godine. Krajač je nestao na tom putu između Zagreba i Bleiburga. Ostalo je pitanje kada je i kako Krajač napustio Zagreb, kamo se zaputio te gdje je, kad i kako njegov život završio. Završio je na Križnom putu i skončao kao nepoćudan HSS-ovac.